# آسجا جونز
آسجا جونز (انگلیسی: Asjha Jones؛ زادهٔ ۱ اوت ۱۹۸۰) بازیکن بسکتبال اهل ایالات متحده آمریکا است.
وی در مسابقات کشوری و بین‌المللی در مجموع برندهٔ ۲ مدال طلا شده‌است.